# Tubo de cámara
El tubo de cámara es uno de los múltiples elementos que constituye una cámara de video. Convierte la luz en valores de tensión (energía eléctrica). Para su correcta transformación, se suelen emplear de 1 a 3 tubos.

## Historia
Los tubos de cámara han evolucionado enormemente, desde sus inicios en 1934, con la invención del iconoscopio, hasta las actuales cámaras con sensores CCD (Charge Couppled Devices), en las cuales ya no es necesaria su utilización.

## Tipos
Se diferencian dos clases de tubos: los fotoemisores y los fotoconductores.
Cuando la luz incide en la pantalla sensible de los primeros, estos generan una tensión eléctrica; mientras que los segundos, varían su resistencia eléctrica, en base a la intensidad luminosa recibida.
Dado que, actualmente todo el contenido de televisión es en color, los tubos fotoemisores, como el Orticón), han quedado obsoletos. Los pocos tubos que aún se emplean, se fundamentan en el efecto fotoconductor. Algunos ejemplos son el Vidicón (primer tubo comercializado de base fotoconductora), el Plumbicón, el Ledicón y el Saticón.

## Funcionamiento de un tubo fotoconductor
El funcionamiento de un tubo fotoconductor, en concreto el del Plumbicón (uno de los más sencillos y de dimensiones inferiores a las del Orticón, acto que posibilitó su utilización en cámaras de vídeo de tres tubos), se basa en el target o mosaico fotosensible, formado por una fina lámina transparente de dióxido de estaño, conocida como placa de señal, sobre la que incide la luz procedente de la imagen captada por el objetivo. También concentra la señal eléctrica resultante del proceso de exploración, y en ella se recoge el material semiconductor que compone el mosaico.
Una vez los rayos luminosos inciden en el target, traspasando la placa señal, se generan una corriente de electrones del interior al exterior de este, proporcional a la cantidad de luz entrante. Los de la cara externa, son negativos, mientras que los del interior, son de carga positiva.
Posteriormente, un haz de electrones negativos, equivalente al número de electrones positivos, barre la cara interna neutralizando el target.
Como resultado, los electrones del exterior circulan a través de la placa señal y son recolectados por una resistencia de carga. De esta manera, se obtiene una corriente eléctrica, proporcional a la luminosidad de la escena incidente en el mosaico.
Se estima que, la capa fotoconductora está formada por una elevada cantidad de elementos resistivos, superior a los 400.000.

## Características técnicas de los tubos de cámara
Los rasgos técnicos básicos son:
- Su tamaño: Los más usuales son los que poseen un diámetro de tubo de 1 pulgada (empleados en estudios), y los de 2/3 de pulgada (utilizados en equipos más ligeros). Al mismo tiempo, existen tubos de ½ pulgada (para cámaras domésticas), y de 1 ¼ de pulgada para grandes equipos de estudio.
- El arrastre fotoconductivo o persistencia:  es un fenómeno similar a la persistencia de la retina humana, y es que, después de recibir un estímulo luminoso y de que este se desvanezca, los materiales fotoconductivos necesitan un tiempo para volver a su estado inicial. Este suceso, genera la superposición de la imagen anterior con la posterior (consecuencia desagradable, si estas están en movimiento). Actualmente, los tubos más modernos han solucionado este inconveniente, minimizándolo en valores casi imperceptibles.
- Poder resolutivo: es la destreza de un tubo para captar y reproducir los detalles de una imagen (por más diminutos que sean). También está vinculado con la disposición en partículas del material que constituye el mosaico fotosensible.
- Sensibilidad: permite maniobrar en circunstancias/entornos de baja luminosidad.
- Respuesta al espectro: Se calcula en longitud de onda. Es la relación entre la radiación de luz de entrada y el video de salida.
- Arrastre de haz: Se produce cuando inciden, en el tubo, valores de luz muy elevados o bajos. Esto puede generar, que tras la exploración del haz (impulsada por el cañón de electrones), áreas con cargas positivas no neutralizada, que originan una modificación en la imagen registrada.
- Corriente de oscuridad: son los valores de salida, que se ocasionan al examinar una imagen negra. Pese a que no se debería desarrollar ninguna corriente de salida, la realidad es, que siempre se crean unos leves valores.
- Flare: Tras producirse una elevación en el contraste de la imagen (a causa de las reflexiones luminosas en la cara frontal del tubo). El flare, se encarga de equilibrarla, reajustando y resaltando la claridad de las escenas luminosas y ensombreciendo las oscuras.
- Característica de transferencia: Indica la linealidad o no linealidad de la señal de salida del tubo, la cual se estima según la luminosidad de la imagen.[2]

## Cámaras y tubos
Las cámaras de tres tubos son las más utilizadas en el ámbito profesional, debido a que destinan un tubo, para el análisis de cada color primario; consiguiendo la luminancia por el método de restar una parte a la señal de salida de cada tubo.
Los equipos de un solo tubo emplean unas retículas coloreadas, ubicadas en la trayectoria del rayo luminoso entrante en la escena. Combinando bandas cianes y amarillas, logran las señales equivalentes a los colores RGB y a la señal de luminancia.
A causa de las características de los tubos, estos han sido frecuentemente empleados en las cámaras ENG. Actualmente, debido a las numerosas ventajas de los sensores CCD, frente a los tubos, estos se han ido substituyendo poco a poco.